# Гуменюк Богдана Олександрівна
Богдана Олександрівна Гуменюк (нар. 23 грудня 1981, с. Малі Бережці, Тернопільська область) — українська художниця. Учасниця мистецького гурту «Палітра» (2006).

## Життєпис
Богдана Гуменюк народилася 23 грудня 1981 року в селі Малих Бережцях, нині Кременецької громади Кременецького району Тернопільської области України.
Закінчила факультет образотворчого мистецтва Кременецького гуманітарно-педагогічного інституту. Працює викладачем мистецьких дисциплін фахового коледжу Кременецької обласної гуманітарно-педагогічної академії імені Тараса Шевченка.

## Доробок
Творить у техніці олійного живопису та акварелі.
Учасниця колективних виставок. Персональні виставки у містах Кременці (2020), Почаєві (2017), Тернополі (2019, 2021), Вишнівці (2020), Острозі (2020).
Твори зберігаються у фондах Кременецького краєзнавчого музею, Обласного літературно-меморіального музею Юліуша Словацького; приватних колекціях України, Польщі та США.

## Нагороди
- лавреат обласного конкурсу серед аматорів образотворчого мистецтва імені Олени Кульчицької в номінації «графіка» (2021)[6].